# ジュゼッペ・シューティ

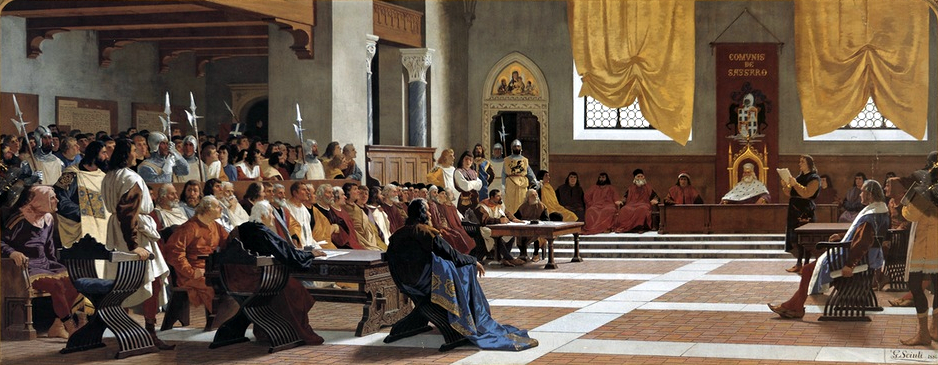
ジュゼッペ・シューティ作「サッサリ共和国の宣言」サッサリの県庁舎蔵

ジュゼッペ・シューティ（Giuseppe Sciuti、1834年2月26日 - 1911年3月13日）はシリア生まれのイタリアの画家である。歴史画などを描き19世紀のシチリアを代表する壁画画家とされる。

## 略歴
シチリア西部の港町ザッフェラーナ・エトネーアで薬剤師の息子に生まれた。シチリアのカターニアの画家、ジュゼッペ・ラピサルディ（Giuseppe Rapisardi: 1799-1853) やジュゼッペ・ガンドルフォ（1792-1855）に学んだ。18歳になる頃には、フィレンツェかローマで修行したいと思っていたが、1852年のエトナ山の噴火で父親の農場が被害を受け、画家の修行の資金が得られなくなり、地元の装飾画家のもとで働き、資金を貯めなければならなかった。シチリアで10年以上働いた後、フィレンツェに旅して修行し、フィレンツェで描いた作品は、後にカターニアで展示し、市政府によって買い上げられた。カターニアに戻り、装飾画の仕事をした後、1862年にナポリに移り、いくつかの作品を描き、ナポリやジェノヴァの展覧会に出展した。
1870年代以降は古代ローマやギリシャを題材にした作品を描いた。1873年のウィーン万国博覧会の展覧会に作品を出展し、賞を得た。1875年からはローマに移って活動した。
サッサリやルガーノでも働き、1888年にはイギリスのロンドンで展示会を開き、経済的な成功を収めた 。
1896年にカターニアに戻り、カターニアの聖堂（Basilica Maria Santissima dell'Elemosina）のドームなどのフレスコ画を描いた。同時期に、ザッフェラーナ・エトネアの市庁舎に収蔵されている大作やカターニアのサンタガタ・ラ・ヴェテーレ教会（Chiesa di Sant'Agata la Vetere）の聖母子像などを描いた。
1902年にシチリアのアチレアーレで働き、パラッツォ・カランナ（Palazzo Calanna）の天井壁画などの、教会や貴族の邸の装飾画の注文を受けた。
1911年にローマ*で、77歳で亡くなった。

## 作品

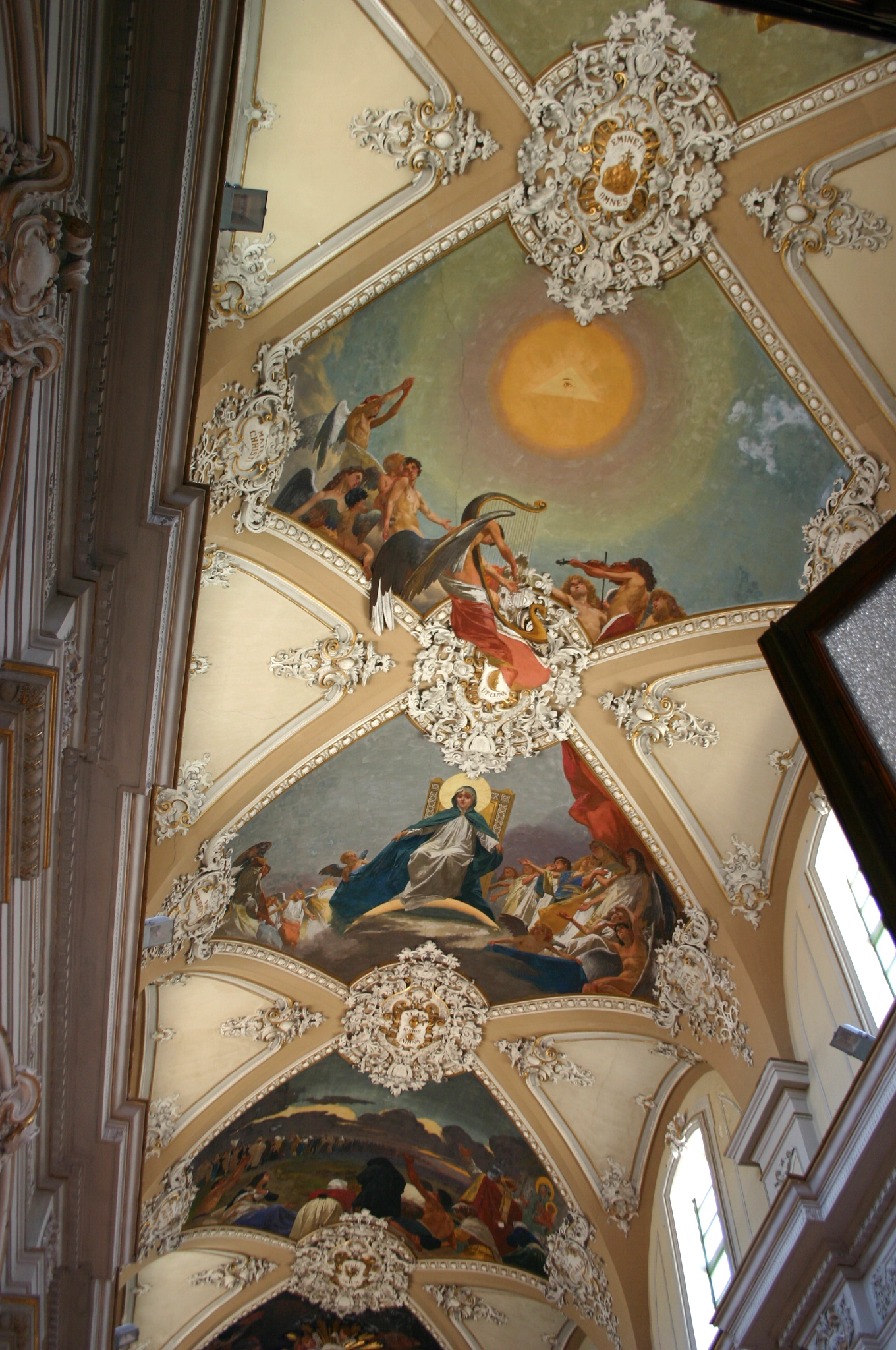
カターニアの聖堂の装飾画
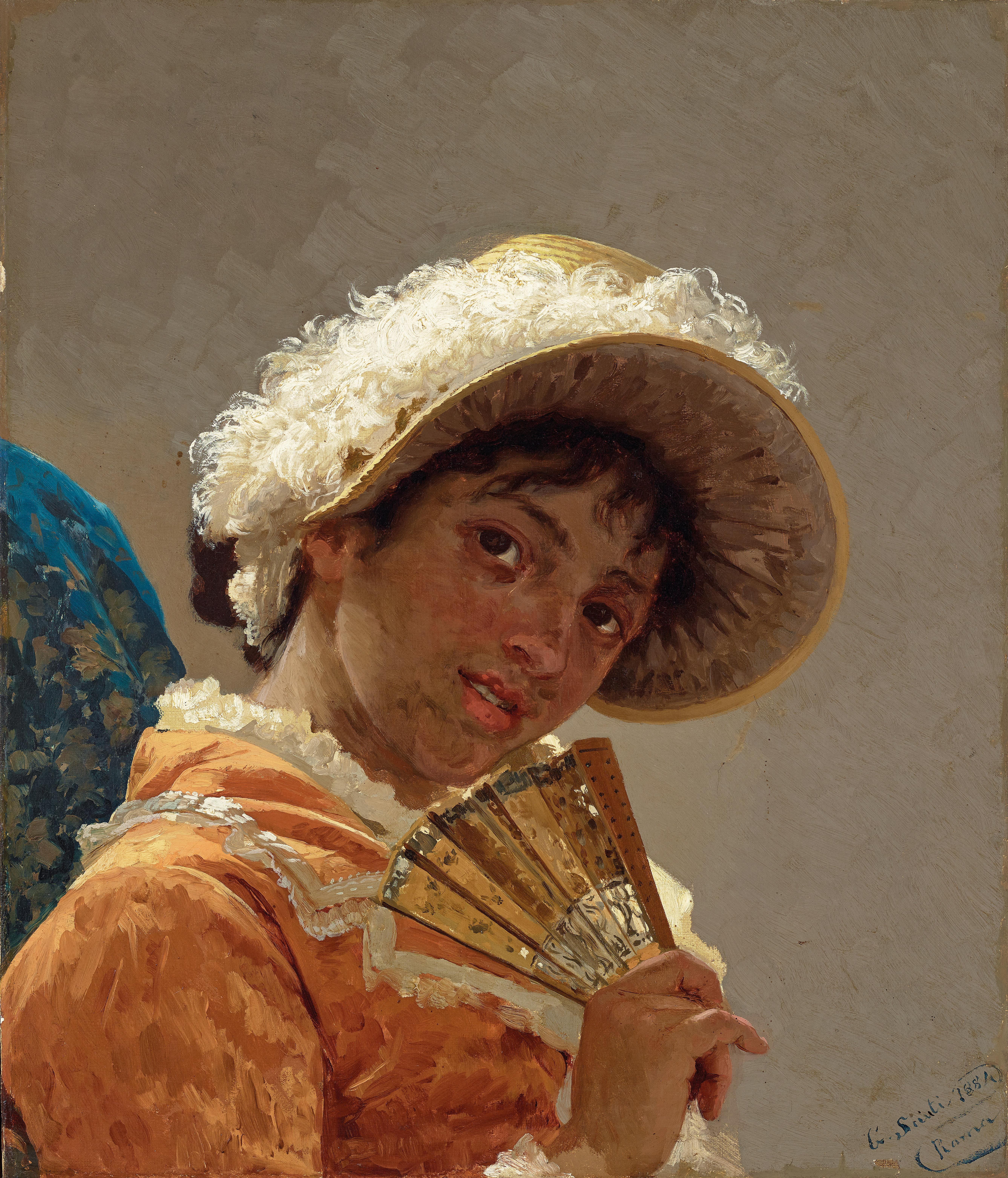
扇を持つ女性(1884)
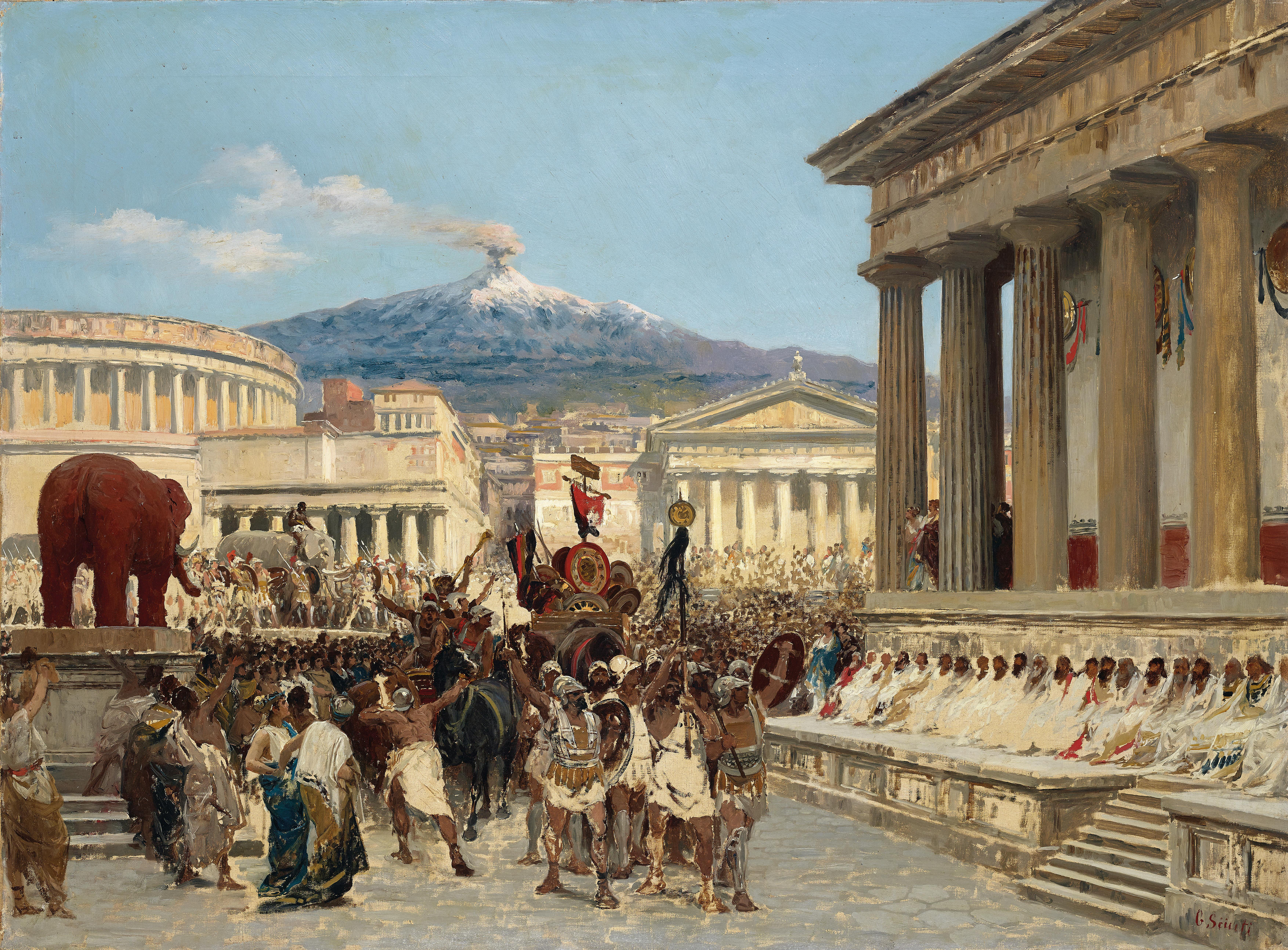
リビア人に対するカターニャの人々の勝利
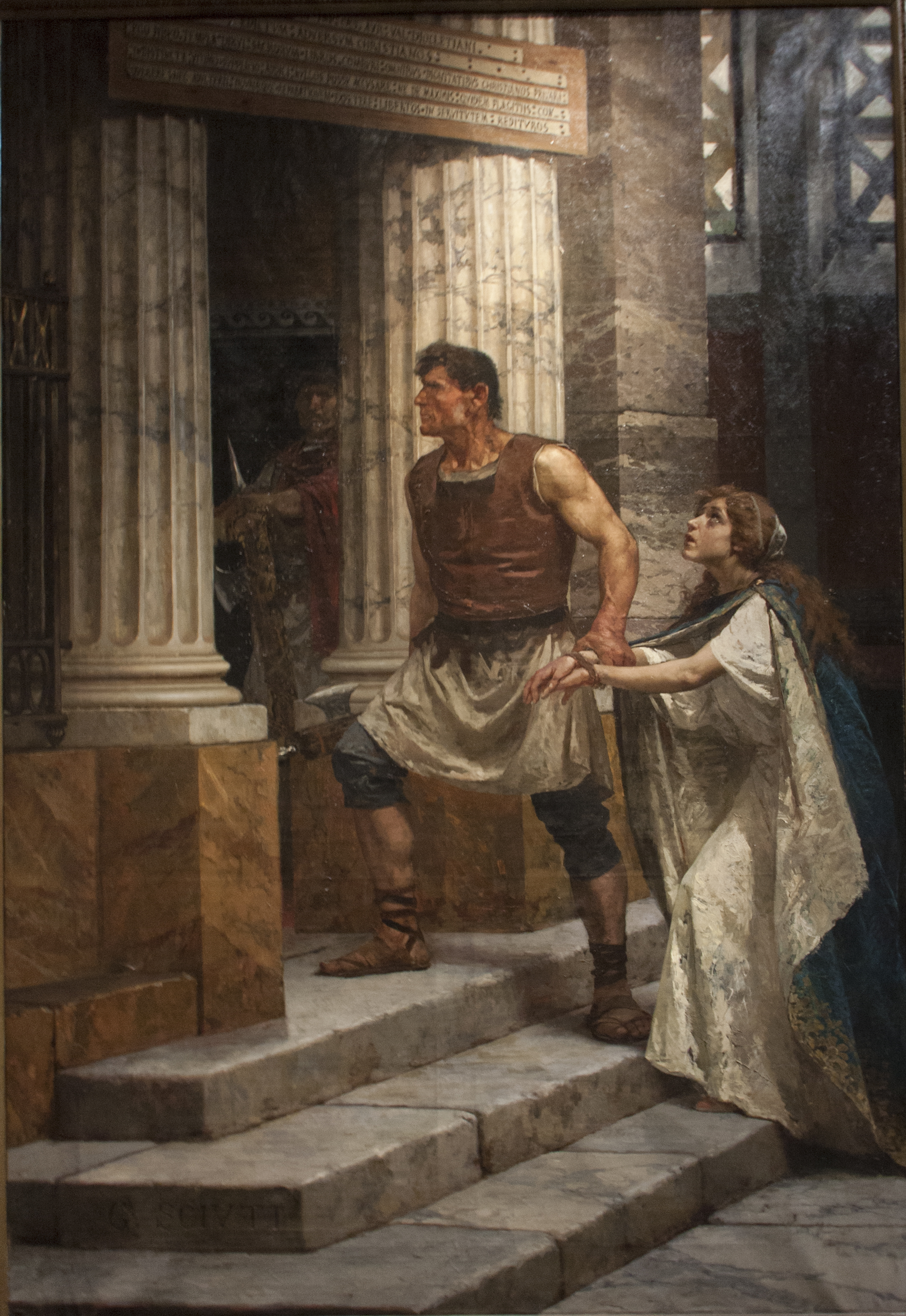
キリスト教の殉教者